# Камылин
Камылин (бел. Камылін) — упразднённый посёлок в Светиловичском сельсовете Ветковского района Гомельской области Белоруссии.

## География

### Расположение
В 16 км на север от Ветки, 36 км от Гомеля.

### Гидрография
На западе пойма реки Сож (приток реки Днепр), на восточной окраине река Нёманка (приток реки Сож).

## Транспортная сеть
Транспортные связи по просёлочной, затем автомобильной дороге Чечерск — Корма. Планировка состоит из короткой прямолинейной улицы меридиональной ориентации, к которой на юге присоединяется с запада под прямым углом вторая короткая улица. Застройка неплотная, деревянная, усадебного типа.

## История
Основан во 2-й половине XIX века. В 1869 году помещица Шульц имела в деревнях Камылин и Юрковичи 1754 десятины земли. Согласно переписи 1897 года находился в Речковской волости Гомельского уезда Могилёвской губернии. На 1920-е годы приходится наиболее активная застройка. В 1931 году жители вступили в колхоз. В 1959 году входил в состав совхоза «Речки» (центр — деревня Речки).
В результате катастрофы на Чернобыльской АЭС и радиационного загрязнения жители (21 семья) переселены в 1991 году в чистые места.
Официально упразднён в 2011 году.

## Население

### Численность
- 2010 год — жителей нет.

### Динамика
- 1897 год — 6 дворов 18 жителей (согласно переписи).
- 1940 год — 20 дворов, 115 жителей.
- 1959 год — 86 жителей (согласно переписи).
- 1991 год — жители (21 семья) переселены.